# Cesare Ferrario
Cesare Ferrario (Como, 27 settembre 1948) è un attore, sceneggiatore e regista italiano.

## Biografia
Dopo gli studi classici e musicali frequenta la Scuola d'Arte Drammatica del Piccolo Teatro di Milano e lavora poi in qualità di attore per alcune stagioni consecutive sotto la direzione di Giorgio Strehler con cui prende parte anche a una produzione del Teatro alla Scala, La condanna di Lucullo di Berthold Brecht e Paul Dessau. Per più di un decennio lavora, recitando in ruoli primari, nei più importanti teatri italiani. Agli inizi degli anni ottanta, insieme a Ottavia Piccolo e Roberto Herlitzka contribuisce alla riapertura del Nuovo Teatro Carcano di Milano portando in scena Come vi piace di William Shakespeare.
Il suo debutto nella regia cinematografica è nel campo documentaristico con Il lungo sguardo incentrato sulla figura di Gustav Mahler con un'intervista ad Anna Mahler, figlia secondogenita del musicista, l'unica rilasciata in lingua italiana. Nel 1986 realizza il suo primo film a lungometraggio Il mostro di Firenze sull'onda emotiva dell'ultimo delitto dell'autunno del 1985. Il film, distribuito in Italia dalla Titanus di Goffredo Lombardo, susciterà molte polemiche e note vicende giudiziarie, ma otterrà anche buoni risultati al box office così come il successivo La più bella del reame, ispirato all'omonimo romanzo di Marina Ripa di Meana, girato nel 1989.
Agli inizi degli anni novanta si trasferisce saltuariamente nell'ex Unione Sovietica dove collabora con numerosi teatri di prosa e lirici e con la Belaruss Film di Minsk in Bielorussia. È di quegli anni la conoscenza con lo scrittore russo Viktor Erofeev e l'inizio della loro collaborazione che culminerà nella trilogia La nuova donna russa, ispirata ad alcuni racconti dello scrittore, scritta e realizzata per la Radiotelevisione della Svizzera Italiana negli anni 1993-1997 e, nel 2001, con la regia del film La bella di Mosca (Russkaja Krazavica) coproduzione italo-russa dal best seller del dissidente Erofeev e dato alle stampe solo dopo la Perestrojka.
Nel 2004 crea il primo festival dedicato alla musica per il cinema in Italia con Orvieto MusicalCinema di cui sarà direttore artistico fino al 2007 e di cui curerà la quasi totalità degli allestimenti. Partecipa ad altri numerosi allestimenti musicali tra cui il Marta Argerich Project a Lugano. Scrive e dirige per la Radiotelevisione della Svizzera Italiana lo sceneggiato Il diavolo allo specchio (Confessioni private del musicista Gustav Mahler fatte al dottor Sigmund Freud nell'agosto 1910) che trasforma poi in una pièce teatrale.
Dal 2010 è direttore artistico di September Concert a Roma (affiliata della americana September Concert Foundation) con la direzione musicale di Lorin Maazel.
Si dedica anche alla regia d'opera lirica. Tra le altre, le messinscene di Werther di Jules Massenet, La voce umana di Jean Cocteau e Francis Poulenc, La traviata di Giuseppe Verdi realizzata al Teatro greco di Taormina nel 2011.
Nella stagione 2014-2015 torna a recitare, diretto dal figlio Federico Ferrario, nel suo primo film King Lear Project: una moderna versione della tragedia shakespiriana ambientata nella Milano del pre Expo, dove interpreta il ruolo del protagonista.
Sta ultimando il suo primo romanzo L'alba del giorno prima, una spy story sullo sfondo del mistero dell'oro di Dongo e della Operazione Sunrise, in precedenza realizzato come sceneggiato radiofonico.
È membro dell'E.F.A European Film Academy.

## Filmografia

### Regista e sceneggiatore
- Il mostro di Firenze (1986)
- La più bella del reame (1989)
- La bella di Mosca (2001)

### Attore
- La traccia verde – serie TV (1975-1976)
- Aut aut. Cronaca di una rapina – serie TV (1976)
- Arabella, regia di Salvatore Nocita – miniserie TV (1980)
- Il fascino dell'insolito – serie TV, episodio 1x04 (1980)
- Giorno dopo giorno – serie TV (1982)
- Il delitto è servito – programma TV (1992-1993)